# Portão de Mandelbaum

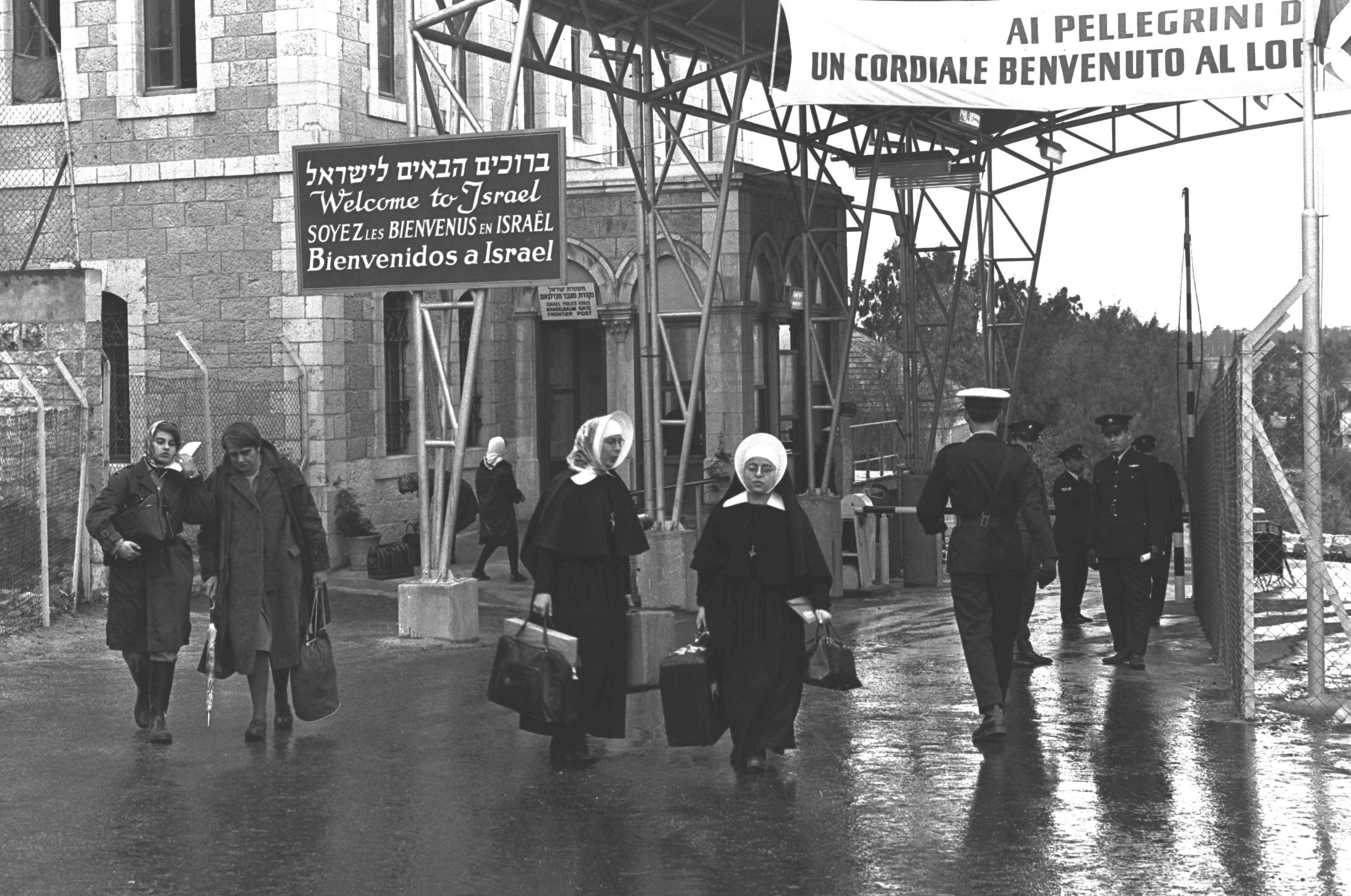
O Portão Mandelbaum em operação, 1955

O Portão de Mandelbaum é um antigo posto de controle entre os setores israelense e jordaniano de Jerusalém, ao norte da borda ocidental da Cidade Velha ao longo da Linha Verde.

## História
A travessia recebeu o nome da Casa Mandelbaum, um prédio de três andares que ficava naquele local de 1927 a 1948. Foi o primeiro posto de controle para a Comissão de Armistício Misto do Reino Hachemita da Jordânia/Israel no Portão de Mandelbaum, desde o fim da Guerra Árabe-Israelense em 1949 até agosto de 1952, foi movido do lado israelense do Portão para a Zona Desmilitarizada após a "Incidente do Barril". 

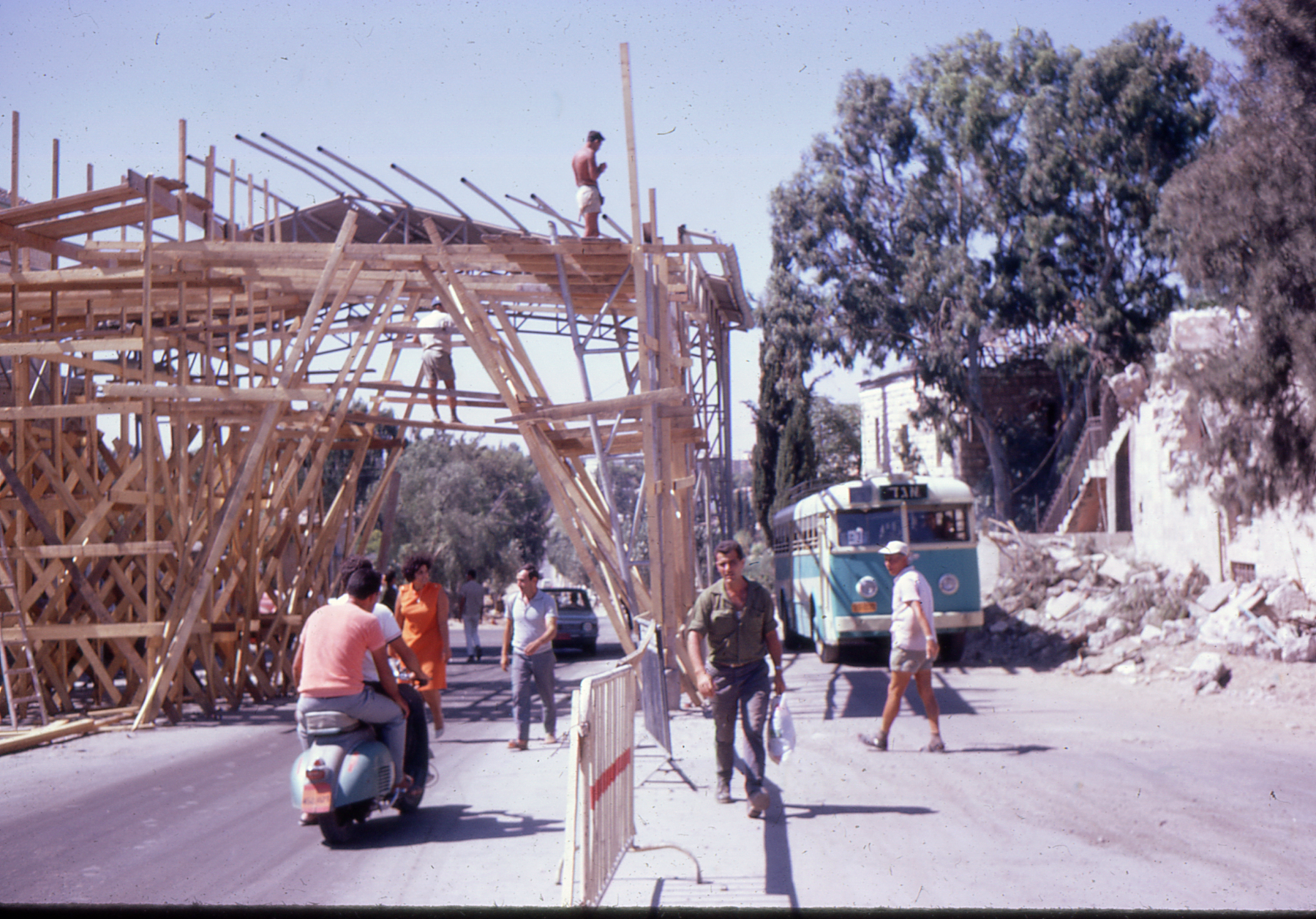
Desmantelamento do Portão de Mandelbaum

O segundo posto de controle existiu até a Guerra dos Seis Dias de 1967. O Portão tornou-se um símbolo do status dividido da cidade. Clérigos, diplomatas e funcionários das Nações Unidas usaram o portão de 50 jardas (46 m) para passar pela barreira de concreto e arame farpado entre os setores, mas as autoridades jordanianas permitiram apenas passagem de mão única para tráfego não oficial. Qualquer pessoa com um carimbo israelense em seu passaporte teve sua passagem negada.  Os jordanianos permitiram um comboio de suprimentos duas vezes por mês do setor israelense para acessar a propriedade judaica no Monte Scopus , e uma travessia anual de Natal para os cristãos israelenses em peregrinação a Belém.  Em 1964, foram feitos arranjos especiais para os israelenses saudarem o Papa Paulo VI enquanto ele cruzava da Jordânia para Israel no Portão de Mandelbaum. 
A última pessoa a passar pelo Portão foi a jornalista americana Flora Lewis, pouco antes da eclosão da Guerra dos Seis Dias, em junho de 1967. As forças jordanianas entraram na guerra em 5 de junho, com um bombardeio maciço do setor israelense da cidade.
As forças israelenses capturaram a parte jordaniana de Jerusalém em dois dias e logo derrubaram o Portão de Mandelbaum. Apenas um marcador histórico permanece.
Poucos dias após a Guerra dos Seis Dias e a unificação de Jerusalém em junho de 1967, o prefeito Teddy Kollek enviou equipamentos pesados para demolir os restos da Casa Mandelbaum. Ele desconhecia totalmente a história por trás da casa, exceto por seu conhecimento do Portão de Mandelbaum. 